# Federated
Federated est un moteur de stockage pour le SGBD MySQL. Il permet d'accéder à des données stockées dans des bases de données distantes, et ce sans recourir à des systèmes de réplication ou de clustering.
Il a été introduit dans la version 5.0.3 de MySQL.

## Exemple
- Sur le serveur distant, qui contient les données réelles :

```
CREATE
 
TABLE
 
`
fournisseur
`
 
(

  
`
id
`
 
int
(
11
)
 
NOT
 
NULL
 
auto_increment
,

  
`
nom
`
 
varchar
(
40
)
 
NOT
 
NULL
 
default
 
''
,

  
PRIMARY
 
KEY
 
(
`
id
`
)

)
 
ENGINE
 
=
 
MyISAM
;

```

- Sur le serveur local, qui contient seulement un lien vers les données distantes :

```
CREATE
 
TABLE
 
`
fournisseur
`
 
(

  
`
id
`
 
int
(
11
)
 
NOT
 
NULL
 
auto_increment
,

  
`
nom
`
 
varchar
(
40
)
 
NOT
 
NULL
 
default
 
''
,

  
PRIMARY
 
KEY
 
(
`
id
`
)

)
 
ENGINE
 
=
 
FEDERATED

CONNECTION
 
=
 
'mysql://login:password@serveur.com:3306/nombasedonnees/fournisseur'
;

```

## Limitations
Les tables de type Federated sont soumises à de nombreuses limitations, souvent dues à leur nature même. Citons par exemple :
- La table distante doit être créée avant la table locale.
- Les transactions ne sont pas supportées[2].
- Les partitions utilisateur ne sont pas supportées.